# Tremandra diffusa
Tremandra diffusa är en tvåhjärtbladig växtart som beskrevs av Robert Brown och Dc.. Tremandra diffusa ingår i släktet Tremandra och familjen Elaeocarpaceae. Inga underarter finns listade i Catalogue of Life.